# 초예술 토머슨

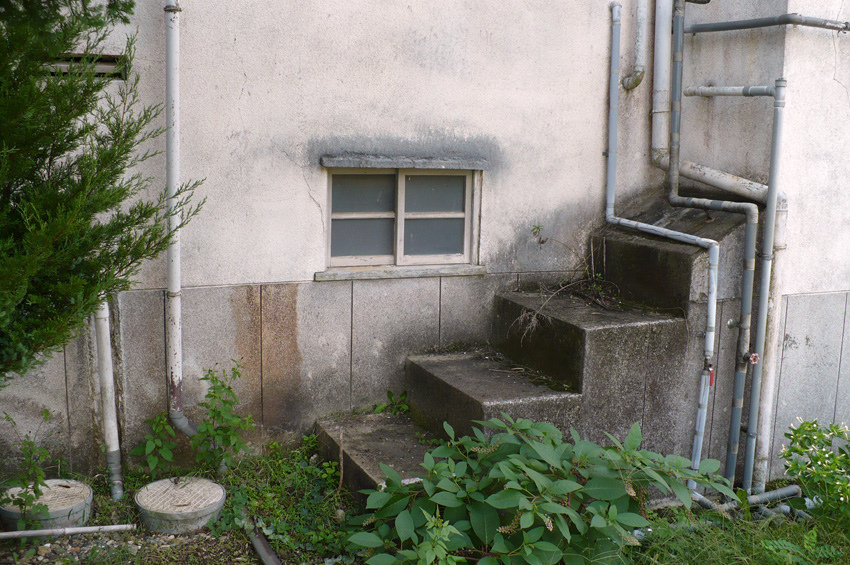
쓸데없는 계단, 혹은 순수한 계단인 토머슨 구조

초예술 토머슨 또는 토마손은 일본 예술가 아카세가와 겐페이가 일본에 진출한 미국 야구 선수 게리 토머슨을 보고 명명한 용어이다. 기능적인 역할이 없지만 예술적으로 보이는 건축물의 구조이다.